# Nonochton

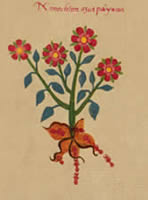
Illustrazione del nonochton presa dal Libellus de Medicinalibus Indorum Herbis (1552)

Nonochton è il nome in lingua nahuatl classica di una pianta la cui identità è incerta. Tra quelle ipotizzate ci sono Portulaca, Pereskiopsis, e Lycianthes mociniana, una pianta oggi chiamata tlanochtle nell'attuale dialetto nahuatl parlato dai coloni che sulle alture ne coltivano i frutti.

## Usi medicinali
Nella medicina azteca il nonochton veniva usato come ingrediente in una ricetta per la cura del dolore al cuore:
(Libellus de Medicinalibus Indorum Herbis (1552))